# Episodi de La famiglia Smith (prima stagione)
La prima stagione della serie televisiva La famiglia Smith è stata trasmessa per la prima volta negli Stati Uniti sulla ABC dal 20 gennaio al 28 aprile 1971.
In Italia è andata in onda per la prima volta su Rai 1 a partire dal 2 marzo 1977. Nel primo passaggio televisivo in italiano, gli episodi sono stati mescolati a quelli della seconda stagione.
| nº | Titolo originale                      | Titolo italiano       | Prima TV USA     | Prima TV Italia |
| -- | ------------------------------------- | --------------------- | ---------------- | --------------- |
| 1  | Cindy                                 |                       | 20 gennaio 1971  |                 |
| 2  | The Ex-Con                            | L'ex detenuto         | 27 gennaio 1971  | 2 marzo 1977    |
| 3  | Chicano                               | Il quartiere spagnolo | 3 febbraio 1971  | 3 marzo 1977    |
| 4  | The Blue Tie                          | Una cravatta blu      | 10 febbraio 1971 | 4 marzo 1977    |
| 5  | All the Good Neighbors                |                       | 17 febbraio 1971 |                 |
| 6  | Strangers (Part 1) o One More Goodbye | Un saluto ancora      | 24 febbraio 1971 | 5 marzo 1977    |
| 7  | Strangers (Part 2)                    |                       | 3 marzo 1971     |                 |
| 8  | Another Day, Another Dollar           | Visita a domicilio    | 10 marzo 1971    | 7 marzo 1977    |
| 9  | The Desk Job                          | Lavoro d'ufficio      | 17 marzo 1971    | 8 marzo 1977    |
| 10 | Brian and the Sheriff                 | Brian e lo sceriffo   | 24 marzo 1971    | 9 marzo 1977    |
| 11 | Remember Lisa                         | Ricordati di Lisa     | 31 marzo 1971    | 10 marzo 1977   |
| 12 | Rookie                                |                       | 7 aprile 1971    |                 |
| 13 | The Peer Group                        | Sulle orme del padre  | 14 aprile 1971   | 11 marzo 1977   |
| 14 | Greener Pastures                      | Un lavoro tranquillo  | 21 aprile 1971   | 12 marzo 1977   |
| 15 | No Place to Hide                      |                       | 28 aprile 1971   |                 |